# Oedignatha canaca
Oedignatha canaca là một loài nhện trong họ Corinnidae.
Loài này thuộc chi Oedignatha. Oedignatha canaca được Lucien Berland miêu tả năm 1938.